# Hattigny
Hattigny ist eine französische Gemeinde mit 220 Einwohnern (Stand 1. Januar 2022) im Département Moselle in der Region Grand Est (bis 2015 Lothringen). Sie gehört zum Arrondissement Sarrebourg-Château-Salins.

## Geografie
Die Gemeinde Hattigny liegt am Fuß der Vogesen, etwa 13 Kilometer südlich von Sarrebourg an der Grenze zum Département Meurthe-et-Moselle. Das Gemeindegebiet umfasst 13,38 km².
Südwestlich liegt der Étang de Hattigny (Hattinger Weiher). Hier entspringt auch das Flüsschen Voise, das zur Vezouze entwässert. Zur Gemeinde gehören die beiden Weiler Risholz (Risholz), westlich gelegen, und Bonlieu (Guthof), südlich gelegen.

## Geschichte
Der Ort war im Mittelalter auch unter dem Namen Hittingen bekannt und gehört seit 1661 zu Frankreich. 1830 hatte er noch 599 Einwohner.
1915–18 und 1940–44 trug er den Namen Hattingen.

### Bevölkerungsentwicklung
| Jahr      | 1962 | 1968 | 1975 | 1982 | 1990 | 1999 | 2007 | 2019 |
| --------- | ---- | ---- | ---- | ---- | ---- | ---- | ---- | ---- |
| Einwohner | 227  | 227  | 209  | 209  | 187  | 160  | 190  | 189  |

## Kultur und Sehenswürdigkeiten
Auf dem Gemeindegebiet befindet sich eine Parkanlage der Hotelkette Center Parcs. Ihr Name ist "Domaine les Trois Forêts", außerdem handelt es sich um den größten Center Parc in Europa. Er befindet sich auf einem 435 Hektar großen Waldgebiet in Richtung Niderhoff und wird von einem Fluss durchquert. Die Adresse ist Rue de Bertrambois 1 57790 Hattigny.

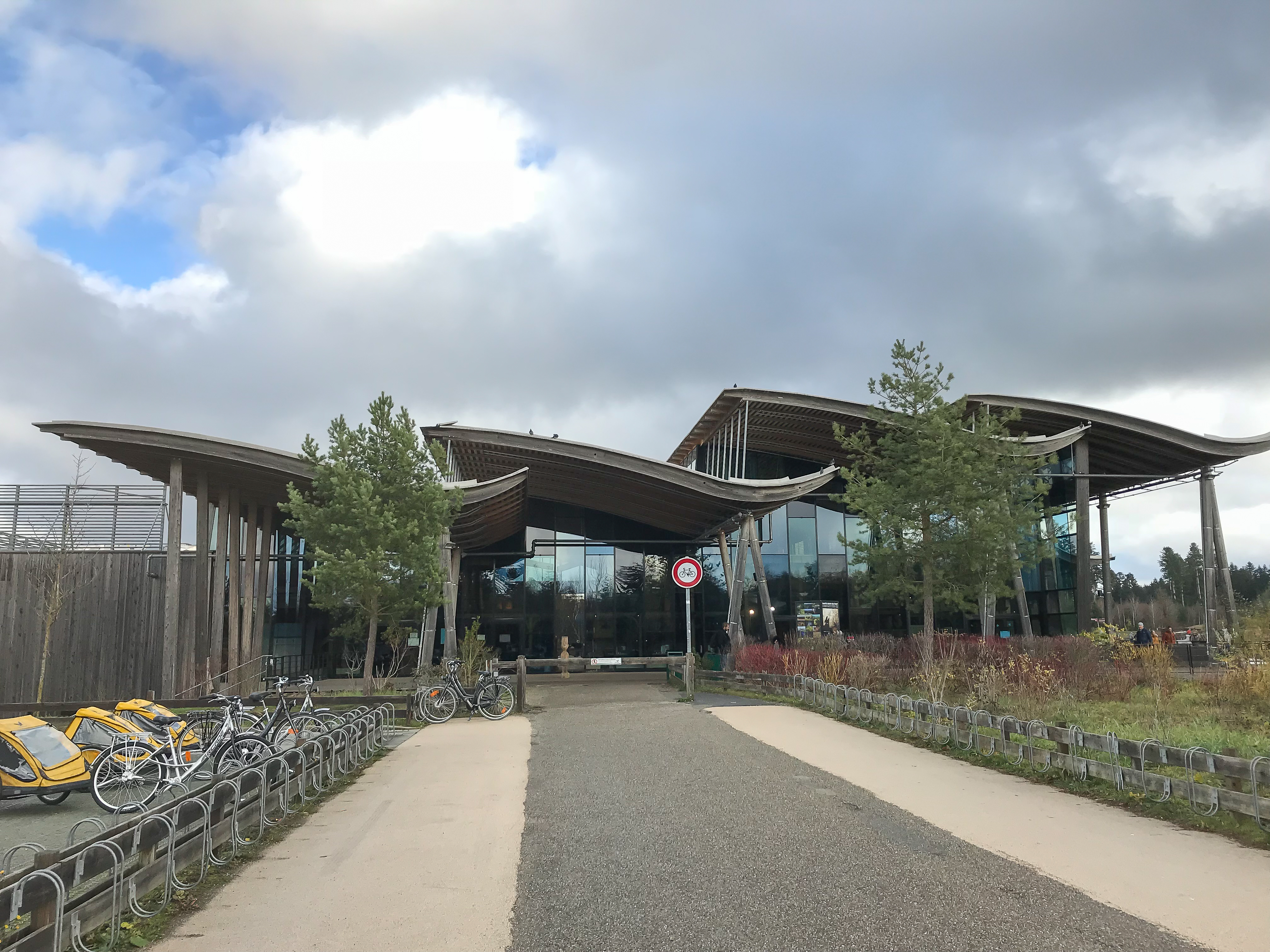
Center Parc „Domaine les Trois Forêts“